# Pösing
Pösing ist eine Gemeinde im Oberpfälzer Landkreis Cham. Die Gemeinde ist Mitglied der Verwaltungsgemeinschaft Stamsried.

## Geografie
Die Gemeinde liegt in der Planungsregion Regensburg.

### Nachbargemeinden
Die Nachbargemeinden (im Uhrzeigersinn) sind: Stamsried, Pemfling, Cham, Roding.
| Roding 4 km | Stamsried 4 km                              | Pemfling 6 km |
| Roding 4 km | Kompassrose, die auf Nachbargemeinden zeigt | Cham 8 km     |
| Roding 4 km | Roding 4 km                                 | Cham 8 km     |

### Gemeindegliederung
Pösing hat zwei Gemeindeteile (in Klammern der Siedlungstyp):
- Langwald, erster Hausbau 1947 (Siedlung)
- Pösing (Kirchdorf)

Es gibt nur die Gemarkung Pösing.

## Geschichte

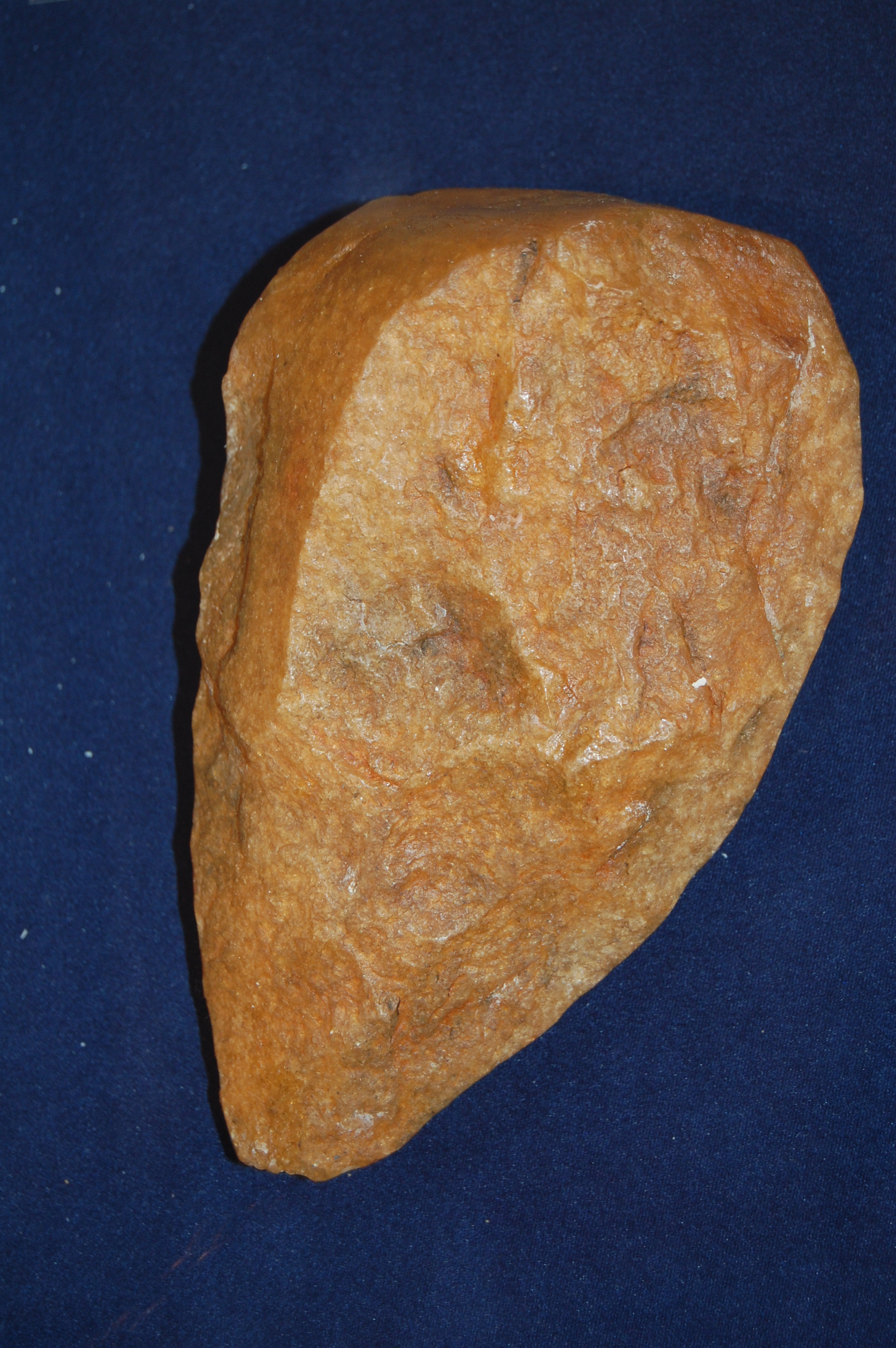
Pösinger Faustkeil

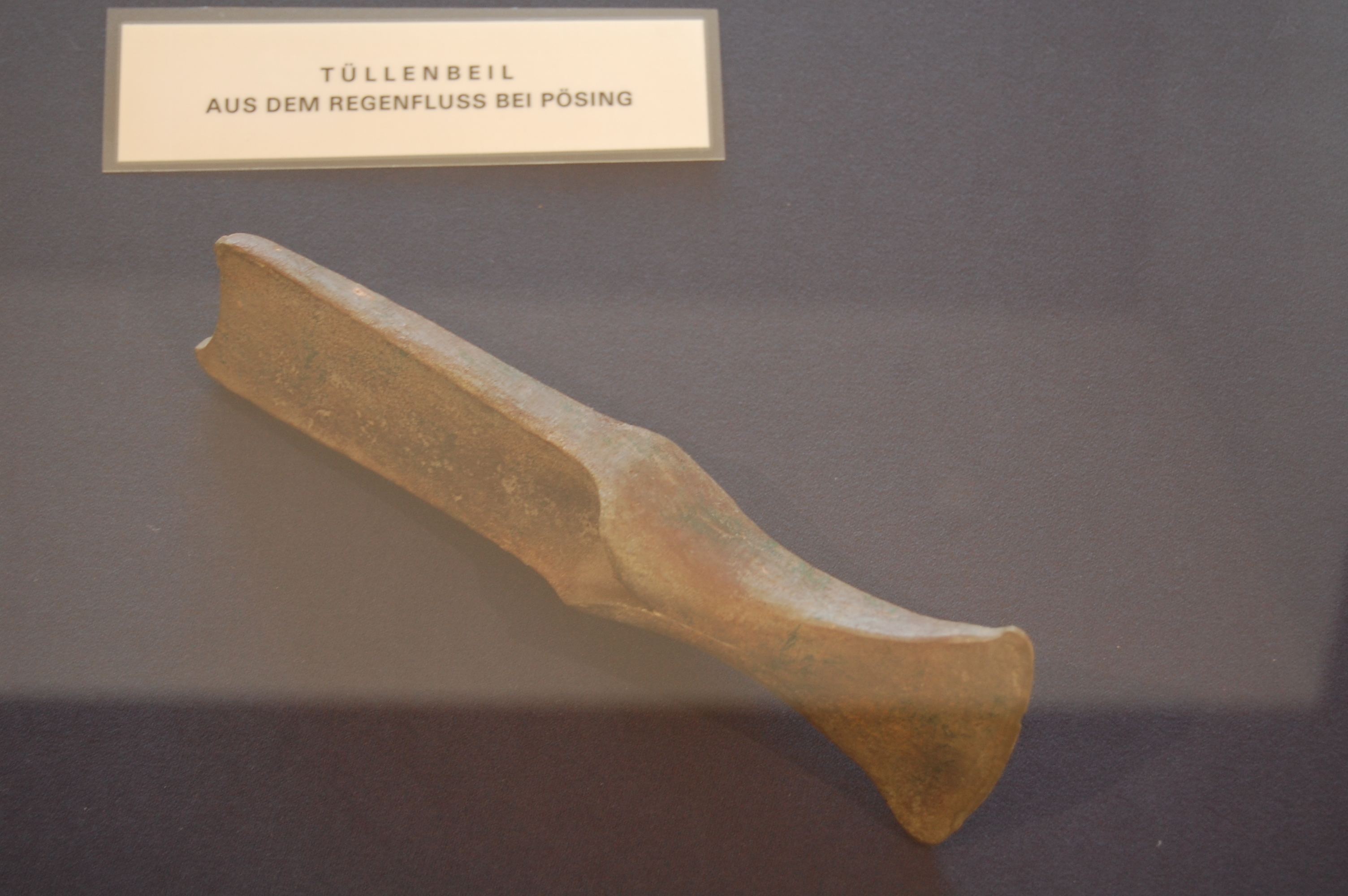
Tüllenbeil aus der Bronzezeit

### Namensherkunft
Im Lauf der Jahrhunderte veränderte sich der Ortsname von Besinga (896), Pesinge (1194), Pesingen (1243), Pesing (1301) über Poysing (1484) zu Pösing (ab 1499).

### Vor- und Frühgeschichte
Die ersten Menschen in der Umgebung von Pösing dürften sich bereits seit der Altsteinzeit aufgehalten haben. Dies belegen Funde wie Jagdwaffen und Opfersteine in den umliegenden Ortsteilen.

### Erste Belege
- Die erste urkundliche Nennung (ausgestellt in Regensburg) Pösings erfolgte am 2. August 896 als Königsgut (sechs bäuerliche Anwesen) im Rahmen einer Schenkung des ostfränkischen Kaisers Arnulf von Kärnten an die Pfalzkapelle mit Kollegiatstift in Roding.

### Mittelalter (Zeit bis 1500)
Der Ort gehörte zum Rentamt Amberg und zum Landgericht Wetterfeld des Kurfürstentums Bayern. Im Zuge der Verwaltungsreformen in Bayern entstand mit dem Gemeindeedikt von 1818 die heutige Gemeinde.
- Erste Brücke im 13. Jahrhundert.
- Ortsadel: Engelschalk von Pesingen, Dienstmann des Klosters St. Emmeram in Regensburg (1190); Ulrich von Pösing (1240), Geschlecht der Pösinger Edelleute erlischt (1324).

### Neuzeit
Bekannt ist Pösing auch durch den Fund eines Faustkeils (Riß-Würm-Zwischeneiszeit, vor ca. 100.000 Jahren) am 11. Oktober 1961 auf dem Gemeindegebiet: „Faustkeil von Pösing“. Er besteht aus honigfarbenen Quarzit, wie es hier im Fluss vorkommt. 1957 Fund eines Tüllenbeils aus der Bronzezeit im Fluss Regen.
Am Ende des Zweiten Weltkriegs im April 1945 begann die Deportation der KZ-Häftlinge aus dem KZ Flossenbürg in das KZ Dachau. Ein Todesmarsch führte Häftlinge von Flossenbürg, Rötz über Diebersried nach Pösing. Wer nicht mehr gehen konnte oder flüchten wollte, wurde von den Wachsoldaten erschossen. Die völlig erschöpften Leute wurden von SS-Männern mit Hunden und Waffen getrieben. Von Diebersried nach Pösing wurden 597 tote Häftlinge gefunden.

### Einwohnerentwicklung
Zwischen 1988 und 2018 wuchs die Gemeinde von 894 auf 983 um 89 Einwohner bzw. um 10 %.
- 1961: 749 Einwohner
- 1970: 887 Einwohner
- 1987: 870 Einwohner
- 1991: 929 Einwohner
- 1995: 961 Einwohner
- 2000: 971 Einwohner
- 2005: 976 Einwohner
- 2010: 979 Einwohner
- 2015: 988 Einwohner

### Religionen
Am 9. Mai 2011 waren 85,3 % der Bevölkerung Pösings römisch-katholisch, 7,5 % evangelisch-lutherisch und 7,2 % gehörten anderen oder keiner Religionsgemeinschaft an.
Römisch-katholische Kirche

Die Katholiken gehören zur Pfarrei Stamsried im Bistum Regensburg. Im Ort gibt es das katholische Kuratbenefizium St. Vitus.
Evangelisch-Lutherische Kirche

Die evangelischen Christen in Pösing gehören der Evangelisch-Lutherischen Kirchengemeinde in Roding an.

## Politik und Verwaltung

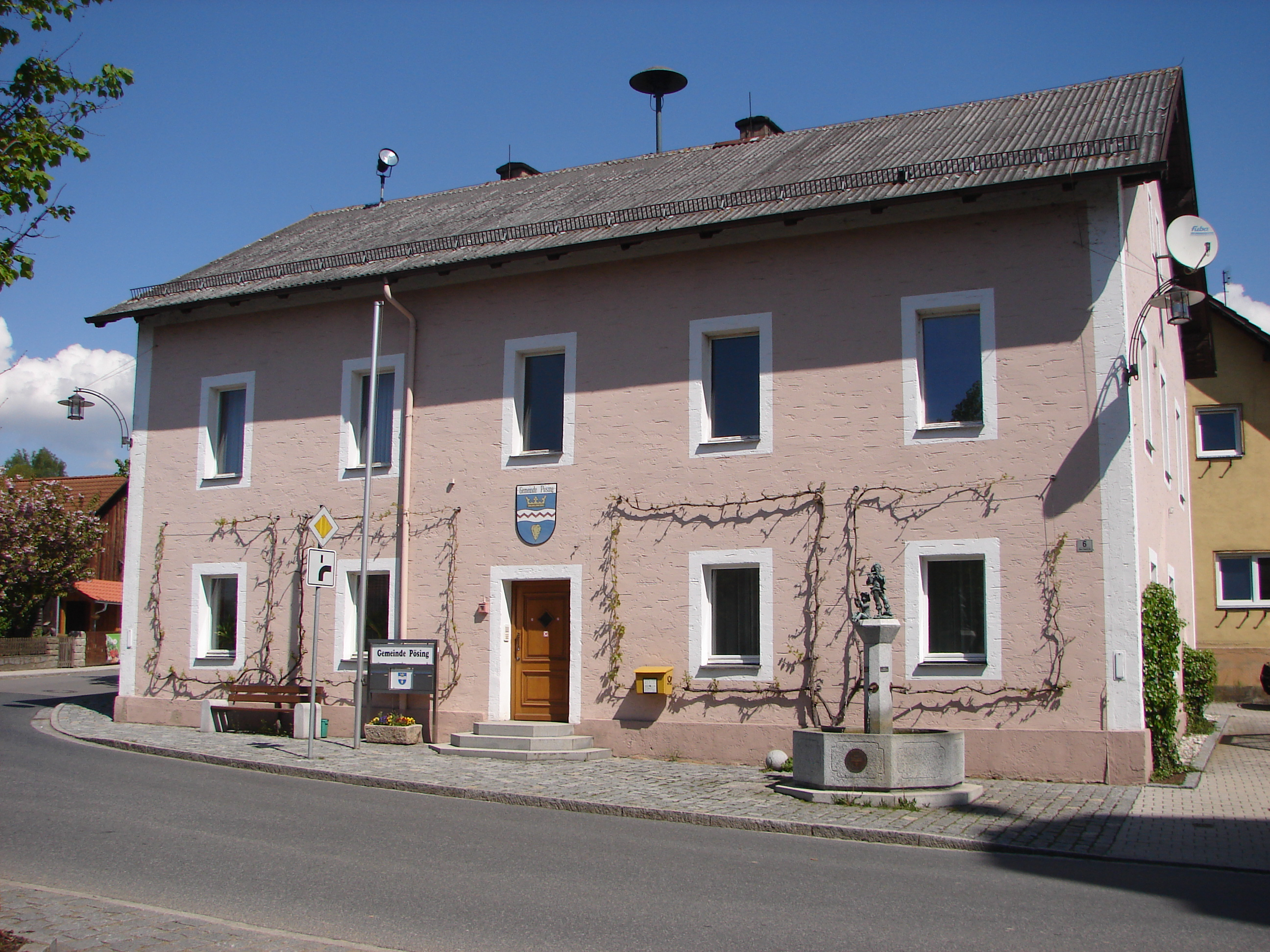
Gemeinde Pösing, früher Schulhaus

### Bürgermeister
Michael Reith (CSU) ist seit 1. Mai 2020 Erster Bürgermeister; dieser wurde mit 94,2 % der gültigen Stimmen gewählt. Sein Vorgänger war vom 1. Mai 2008 bis 30. April 2020 Edmund Roider (CSU).

### Gemeinderat
Dem Gemeinderat gehören neben dem Ersten Bürgermeister acht Gemeinderatsmitglieder an. Wie bereits in der Amtszeit 2014 bis 2020 erzielten beide Wahlvorschläge am 15. März 2020 jeweils vier Mandate:
- CSU und
- Freie Wähler-Christliche Wählergemeinschaft-Pösing.

### Wappen
| Wappen Gde. Pösing | Blasonierung: „In Blau ein silberner Wellenbalken, der von einem schmalen roten Zickzackbalken belegt ist; oben eine goldene Krone, unten ein goldener Faustkeil.“ |
| Wappen Gde. Pösing | Wappenbegründung: Die Krone weist darauf hin, dass Pösing altes Königsgut war. Das weiße Wellenband versinnbildlicht den Regen. Der rote Zickzackbalken gibt einen Hinweis auf verschiedene Adelsgeschlechter, die in Pösing eine Rolle spielten. Der Faustkeil dokumentiert eine Besiedelung in Pösing schon vor 100.000 Jahren. Das Wappen ist seit 1982 in Gebrauch. |

## Kultur und Sehenswürdigkeiten

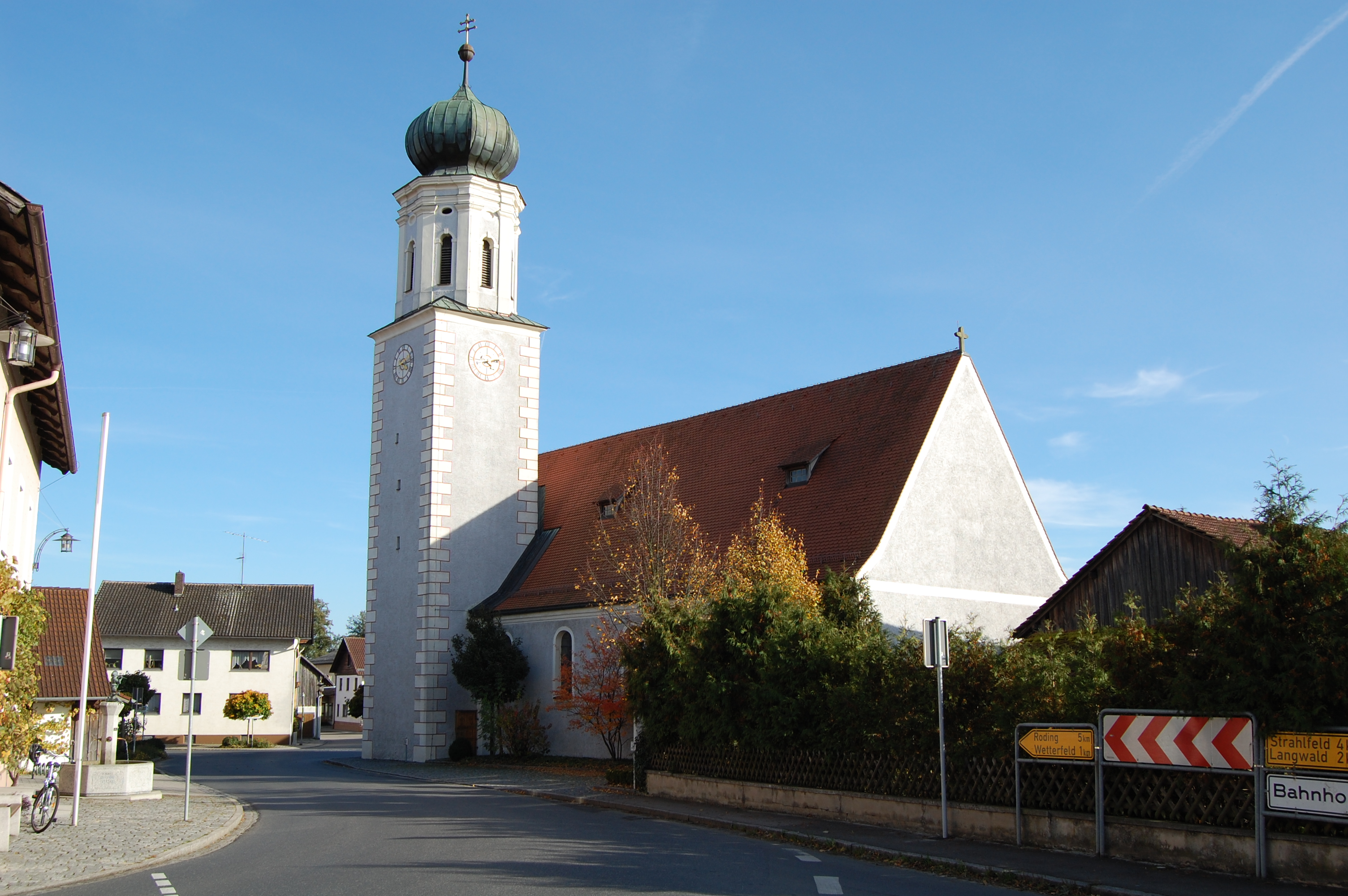
Kirche St. Vitus Pösing

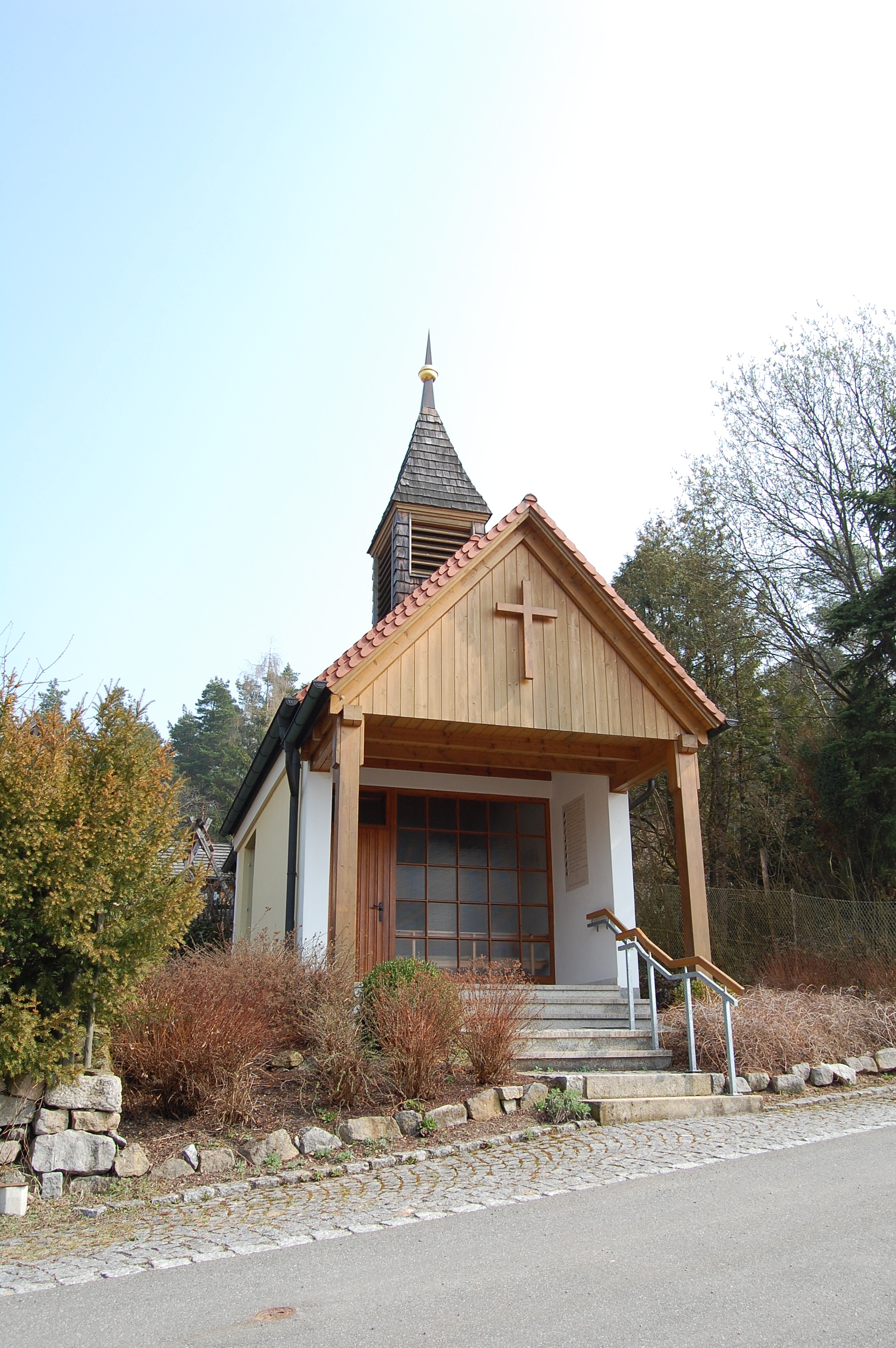
Marienkapelle in Langwald

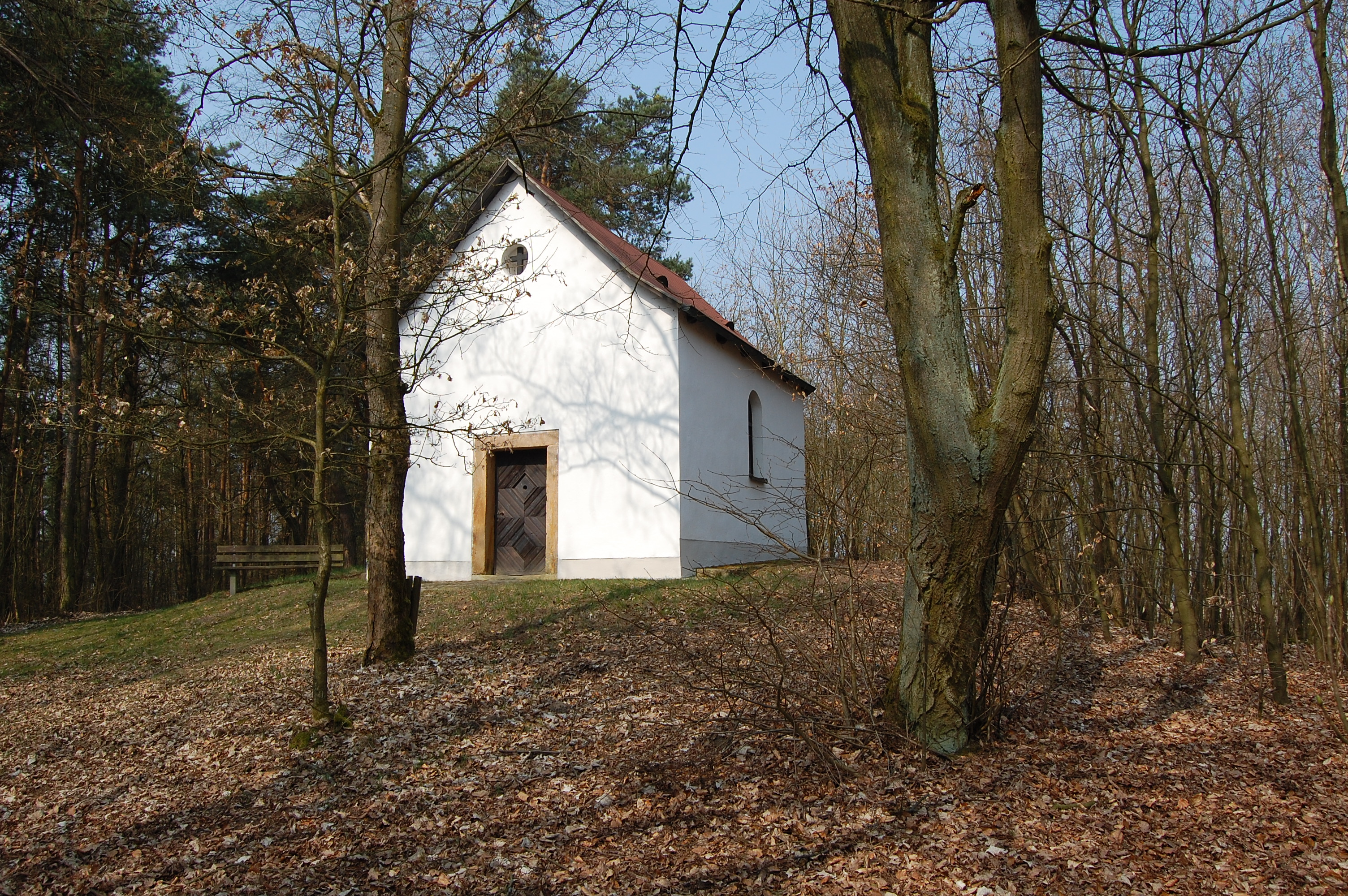
Kalvarienkapelle auf dem Pösinger Bierl

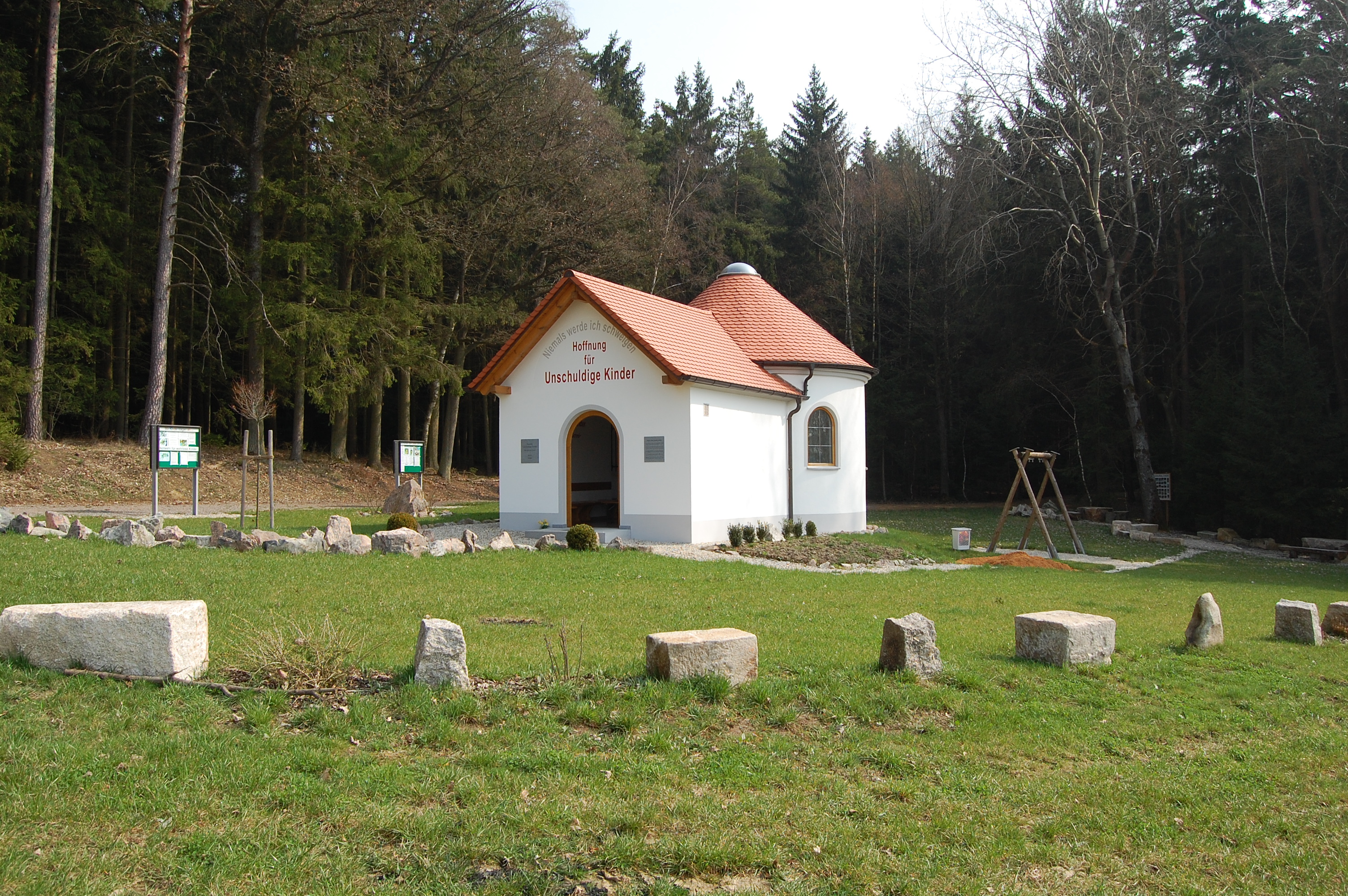
Kapelle „Unschuldige Kinder - der stumme Schrei“

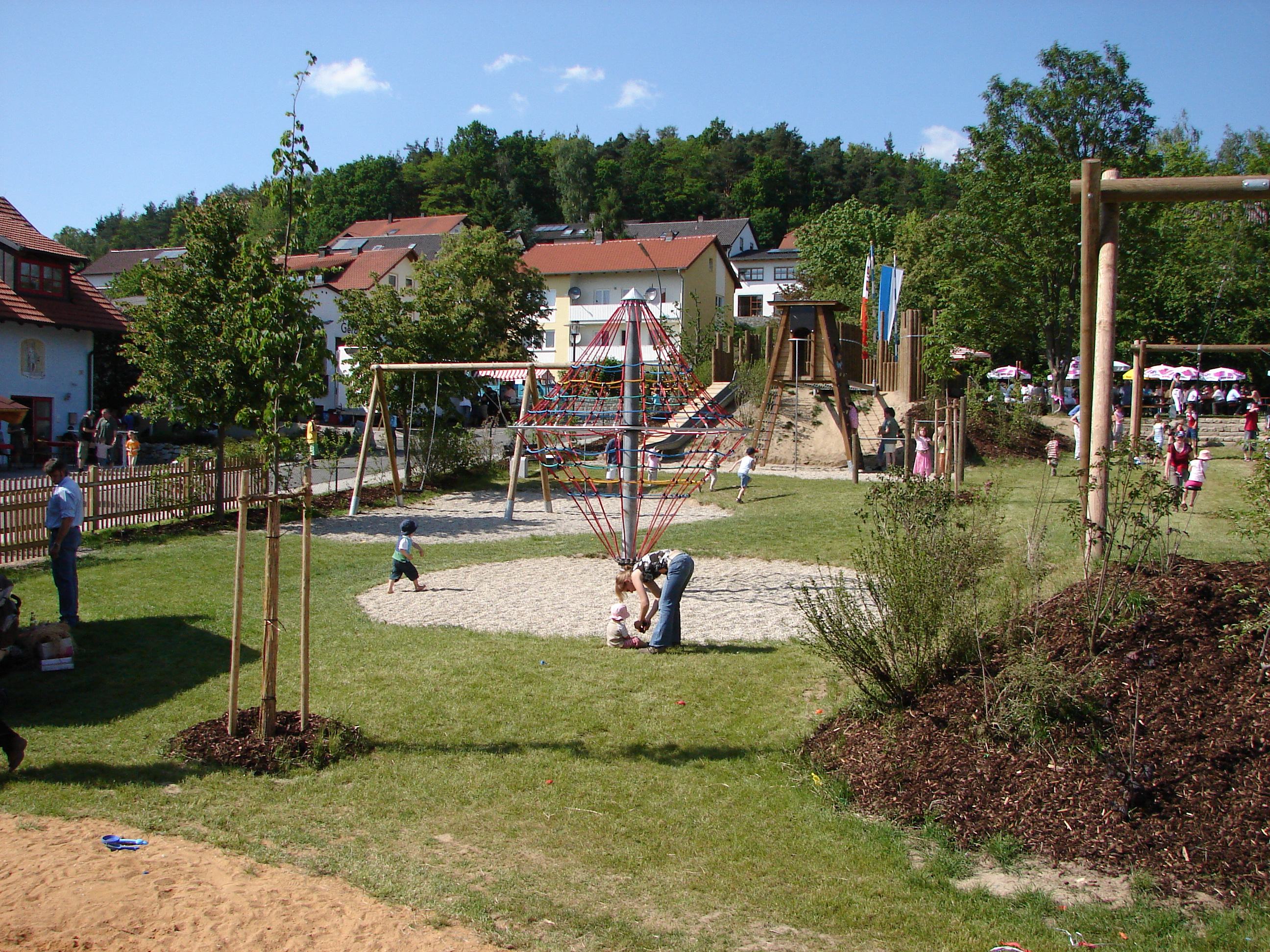
Neuer Spielplatz Pösing

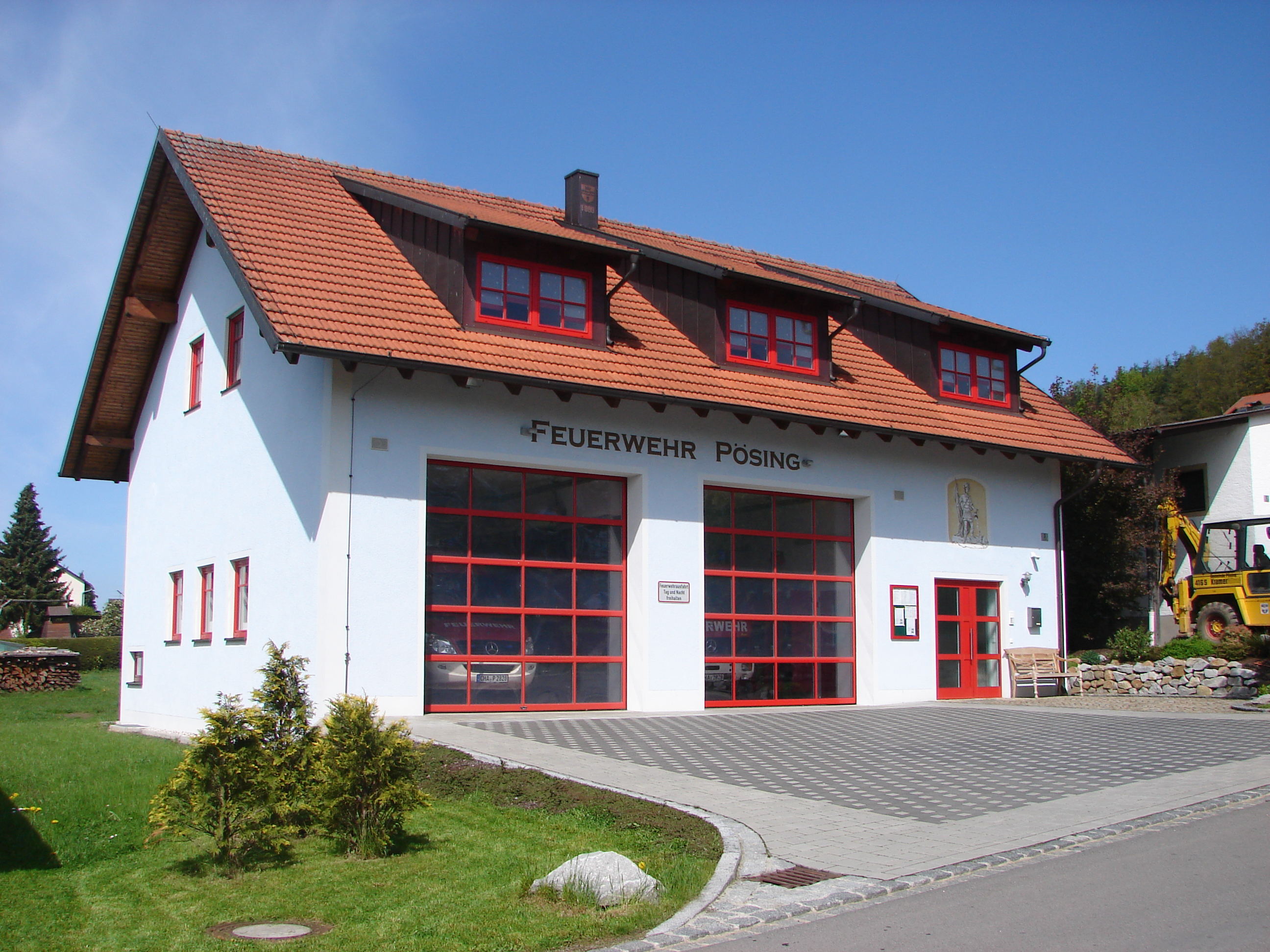
Neues Feuerwehrhaus Pösing

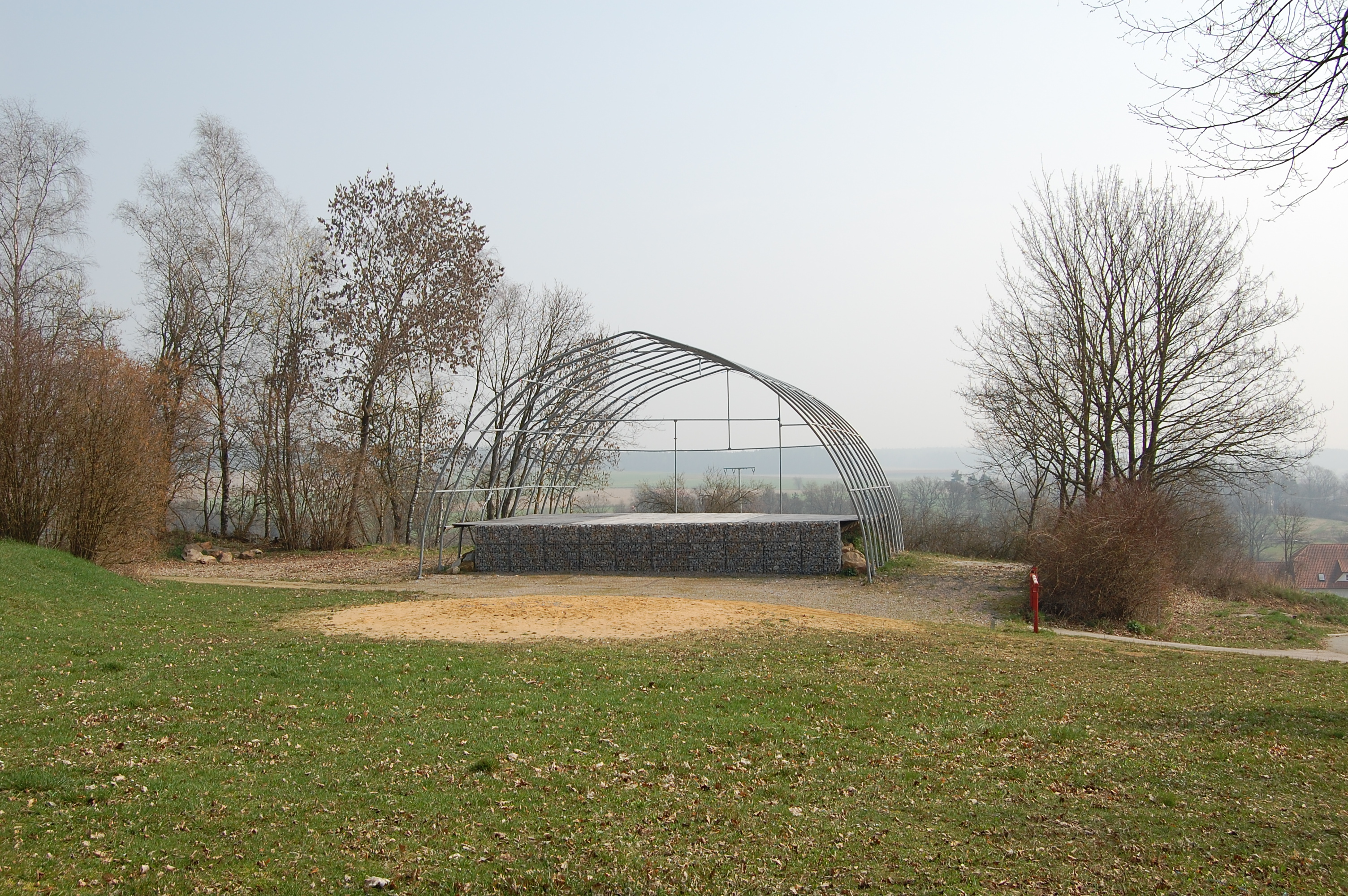
Open-Air-Bühne

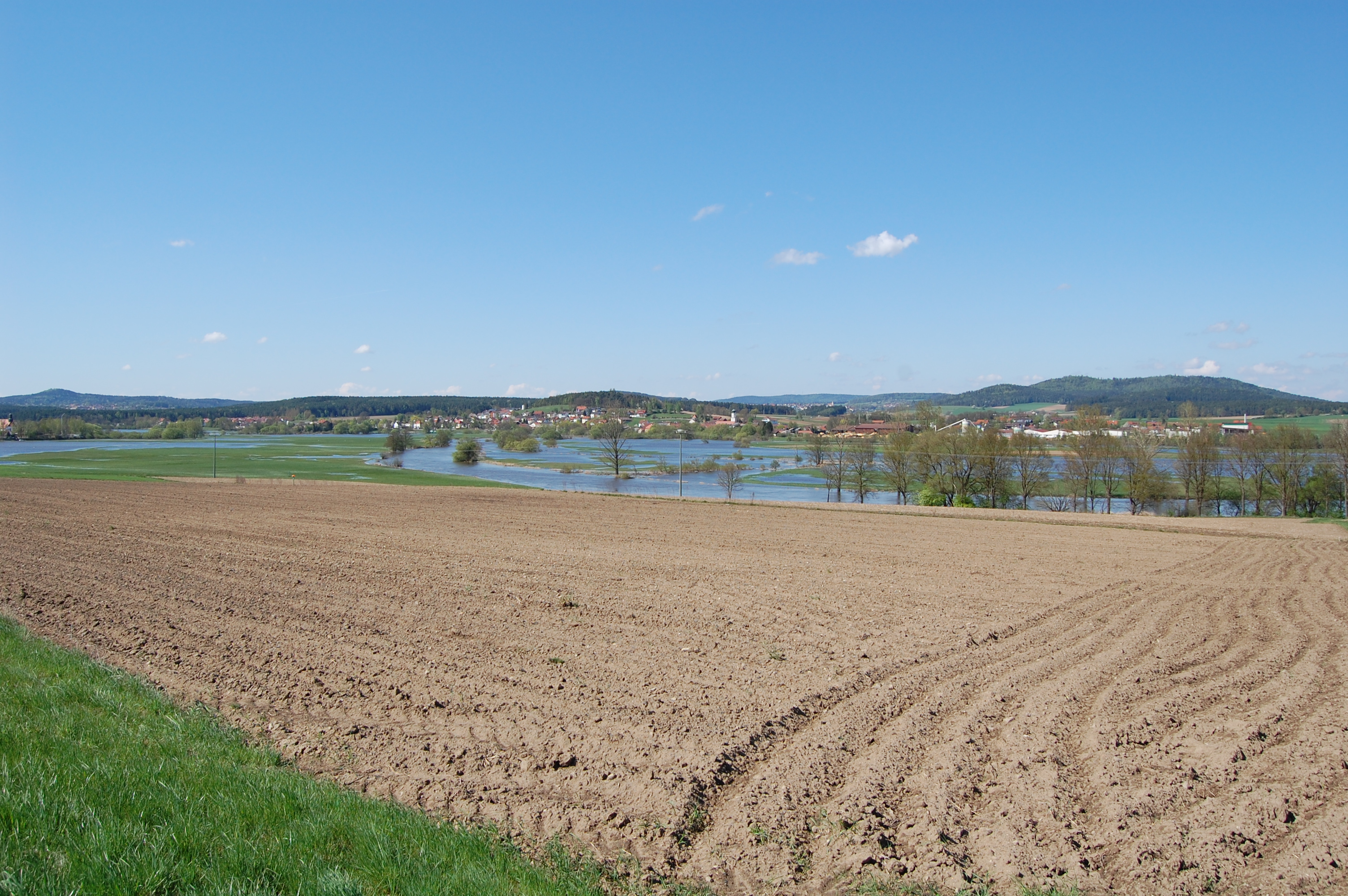
Naturschutzgebiet Regentalaue

### Natur
Bis an die Ortsgrenze von Pösing geht die „Regentalaue“, ein seit Jahrzehnten geschütztes Gebiet, das am 22. Januar 2010 als Naturschutzgebiet ausgewiesen wurde. Die „Regentalaue“ erstreckt sich bis nach Cham und ist mit 1427 ha das mit Abstand größte Naturschutzgebiet in der Oberpfalz.

### Bauwerke

#### Profane Bauwerke
- „altes“ Schulhaus, errichtet 1838, heute Gemeinde Pösing.

#### Kirchen und Klöster
- Katholische Kuratbenefiziumskirche St. Vitus

Erste Kirche erbaut ca. 1000, zweite Kirche ca. 1530, im Dreißigjährigen Krieg fast vollständig zerstört, dritte Kirche zwischen 1730 und 1750. Im Jahre 1750 wurde von den Bierbrauereheleuten Schneider aus Pösing das Benefizium Pösing gestiftet. 1820 Bau einer Orgel. 1899 Renovierung der Kirche. Am 25. Januar 1901 wurde das Benefizium Pösing in ein Kuratbenefizium umgewandelt (durch Allerhöchste Entschließung von Prinzregent Luitpold). 1908 Kauf einer neuen Orgel mit acht Registern. 1921/22 erfolgte die Verlängerung des Kirchenschiffes um 56 Meter nach Westen. Die Sakristei wurde vom Turm in einen Anbau an der Südseite verlegt. Am 21. Januar 1996 erfolgte die Einweihung der neuen Orgel. Kirchenpatron ist der Hl. Vitus, die beiden Altarfiguren sind die weiteren böhmischen Nationalheiligen Wenzel und Sigismund.
- Kalvarienbergkapelle

Stiftung der Kapelle mit Kreuzweg 1822 durch die Gastwirtswitwe Walburga Schreiber. Gründung des „Verein zum Erhalt der Bierlkapelle“ 2008, Renovierungsbeginn 2009
- Marienkapelle

Gemeindeteil Langwald, Bau 1961–1962, Einweihungsfeier 1962
- Kapelle „Unschuldige Kinder – der stumme Schrei“

Bau und Einweihungsfeier 2008

### In der näheren Umgebung
Sehenswürdigkeiten

Geotope in der Nähe von Pösing:
Unter Pösing verläuft der Pfahl, eine sehr harte Gesteinsschicht. Dadurch ist hier eine natürliche Furt durch den Regen gegeben.

### Sport und Vereine
- FSV Pösing e. V. 1958 (590 Mitglieder, Abteilungen: Fußball, Karate, Eisstock, Tennis, Turnen)
- Schützenverein „Gemütlichkeit“ 1924 (150 Mitglieder)
- Sport-Kegel-Club Regental Pösing e. V.
- Fischereiverein Pösing e. V.
- Modellfluggruppe Roding-Pösing

### Regelmäßige Veranstaltungen
- Juni: Johannifeuer auf dem „Bierl“
- Juli: Pösinger Open Air auf dem „Bierl“
- Dezember: Christkindlmarkt im Ortskern
- In Pösing findet jedes Jahr ein großes Open Air statt. Auf dem „Bierl“, dem Berg, von dem aus man das ganze Regental überblickt, treffen sich jährlich am 3. Juliwochenende ca. 3000 Fans, die den Sommer und die Musik feiern. Veranstalter ist der Musik- und Kulturverein Pösing e. V., der auch den Rest des Jahres einige Veranstaltungen organisiert.

## Wirtschaft und Infrastruktur

### Wirtschaft einschließlich Land- und Forstwirtschaft
2017 gab es in der Gemeinde 224 sozialversicherungspflichtige Arbeitsplätze. Von der Wohnbevölkerung standen 417 Personen in einem versicherungspflichtigen Beschäftigungsverhältnis. Damit war die Zahl der Auspendler um 193 Personen größer als die der Einpendler. 11 Einwohner waren arbeitslos. 2016 gab es 13 landwirtschaftliche Betriebe; von der Gemeindefläche waren 466 Hektar landwirtschaftlich genutzt.

### Medien
Der Ort liegt im Verbreitungsgebiet der Donau-Post, einer Lokalausgabe des Straubinger Tagblatts, des Bayerwald-Echos, einer Lokalausgabe der Mittelbayerischen Zeitung sowie der Wochenzeitung Chamer Rundschau.

### Bildung
Es gibt eine Kindertageseinrichtung mit 82 Plätzen und 78 betreuten Kindern, davon 12 Kinder unter drei Jahren; der Anbau mit Kinderkrippe war 2012 fertig gestellt worden.
Die Kinder bis zur vierten Jahrgangsstufe besuchen die Wolfgang-Spießl-Grundschule Stamsried-Pösing.

### Verkehr
Das Dorf liegt direkt am Regen. Der Bau der Brücke erfolgte 1890.
Die B 85 führt in unmittelbarer Nähe am Ort vorbei. Sie ist eine der Hauptrouten aus Tschechien. Seit Jahren ist das Verkehrsaufkommen immer stärker geworden. Am 5. Dezember 2007 wurde der vierspurige Ausbau zwischen Cham und Untertraubenbach für den Verkehr freigegeben.
Pösing hat einen Haltepunkt an der Bahnstrecke Schwandorf–Furth im Wald.

## Söhne und Töchter der Gemeinde
- Georg Lang (1913–1965), Politiker (CSU), Mitglied des Bundestages
- Wilhelm Reisinger (* 1958), Fußballspieler

## Sonstiges
- Pösing hat eine Ortsrufanlage. Dies ist eine Lautsprecheranlage für Durchsagen an das Dorf.[10]